# Axel Hansen
Axel Hansen (født 10. august 1885 i Hjørring, død 21. april 1935 i Ribe) var en dansk arkitekt, der var aktiv i Ribe med både nybygninger og restaureringer mm.
Uddannet som konstruktør fra Århus Tekniske skole i 1904, hvorefter han havde praktisk tømrerarbejde i et par år. 1918 tog han afgangseksamen som arkitekt fra Kunstakademiet.
Det var under hans ansættelse ved arkitekt Christof Hansen, Vejle, at Axel Hansen fandt vejen til Ribe. Hans arbejdsgiver havde fået ansvaret for en store udvidelse af åndssvagenstalten i 1912.
Fra 1912-18 bistod han det store restaureringsarbejde på Sct. Catharinæ Kirke, et job han havde til 1929.
I 1926 blev han gift med Ane Katrine Nielsen, Esbjerg. Hun døde i 1931. Sammen fik de en søn.

## Større projekter med relation til Ribe[1]
- Flytning og ombygningsarbejde af Hans Tausens Hus på Torvet

Valdemar Sejrs Allé 16-22
- Kongensgade 1-14
- Albert Skeelsgade 1
- 1926 - Elektricitetsværket i Dagmarsgade (Indgår i dag i Odins Plads 1)
- 1920 - Overdammen 6 (senere om/tilbygget)
- 1931 - Sct. Jørgens Vej 11 (hvor han selv boede)
- 1934 - Biograf i Sct. Nicolaj Gade (nedrevet midt i 1950'erne)
- Tangevej 17 (og flere andre huse på Tangevej)
- 1928 - Offentligt toilet ved Processionsgangen ved Domkirken

- 1933 - Underjordisk WC på Sct. Catharinæ Plads (lukket 2016)
- 1921 - restaurering/ombygning af Sprøjtehuset, Torvet 16
- 1929 - Puggaardsgade 4 (nyt folkebibliotek)
- 1919 - Vægtergade 1 for Ribe Stiftstidende
- Torvet 7, der husede Vestkysten
- kapellet på Ribes nye kirkegård
- 1923 - Stormflodssøjlen på Skibbroen
- 1920 - Genforeningsflagstang opstillet i Vedels anlæg (Skænket af købmand Jens Andersen, Ribe til Sønderjydsk Forening)
- 1923 - Sommerrestaurant ved Kammerslusen (brændte i 1988)
- 1931 - Pakhuset, Rosenallé.

## Mindre projekter med relation til Ribe[1]
- 1926 - Seminarievej 4
- Forslag til oprettelse af en lejrplads ved Andreas Petersens lade på Ribe mark til vinterophold for russiske krigsflygtninge
- Flytning af en køkkenbarak, der var under opførelse ved Skovlyst (Obbekjærvej)
- 1928 - Ombygning af Mellemdammen 18
- 1919 - Ændring af butikken Mellemdammen 17
- 1922 - Trapperækværk på Porsborg på Torvet
- 1919 - Ændring på Mellemdammen 13 (efter branden) af fabrikken til lager i stuen og kælderen, og beboelse på 1. sal, og en tilbygning til lagerbrug
- 1919 - Opførelse af en støbehal ved Ribe Jernstøberi, Saltgade 11 + ombygning af administrationsbygningen
- 1920 - Tvedgade 11 i (Udvidet med et gæsteværelse i 1922 og udvidet med en garage i 1923)
- 1921 - Trapperækværk i Dagmarsgade 17
- 1923 - Gangbro over Stampemølleåen ved Kirkegårdsalleén, som erstatning for en ældre bro
- 1924 - Tegning til et stukloft i dagligstuen, Kurveholmen 26

## Øvrigt
- 1925 Gredstedbro Kirke[2]
- 1928 Agerbæk Kirke[3]

## Reference
1. 1 2 3 4 5 6  Arkitekt Axel Hansen og hans arbejder – en registrant i Ribe Lokalarkiv af Susanne Benthien (By, marsk og geest nr. 12)
2. ↑  "Gredstedbro Kirke". Den Store Danske (lex.dk online udgave).
3. ↑  "Agerbæk Kirke". Den Store Danske (lex.dk online udgave).